# Ранец-вертолёт

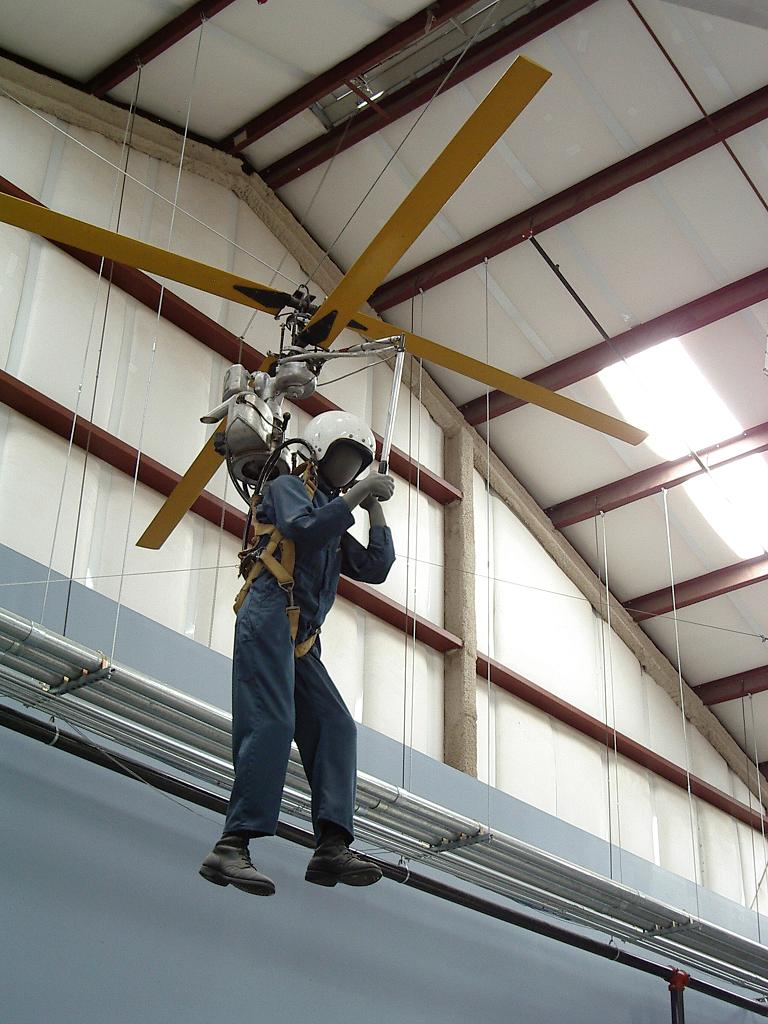
Модель Hoppi-Copter в музее Пимы (Аризона)

Ранец-вертолёт — персональный летательный аппарат, состоящий из вертолётного винта, двигателя и крепления, которым прикрепляется к пилоту.

## Устройство
Основное отличие большинства моделей ранцевых вертолётов от вертолёта традиционной схемы — отказ от рулевого винта за счёт использования двух соосных несущих винтов с противоположным направлением вращения. Для облегчения управления винты имеют постоянный тангаж; это, однако, затрудняет исполнение авторотации в случае остановки двигателя. Эту проблему предлагается решать использованием одного винта с установкой миниатюрных реактивных двигателей на концах лопастей вместо двух соосных пропеллеров. Ранцевый вертолёт обеспечивает более эффективный расход топлива, чем реактивный ранец, и лучше приспособен для неподвижного висения в воздухе.

### Варианты
- с сидением/без него;
- одно-/двухмоторные.

## Исторические и существующие модели
В 1941—1942 годах модели лёгкого ранцевого вертолёта создавал австрийский инженер Пауль Баумгертль. Модель 1942 года Heliofly III-57 массой 20 кг использовала два двухтактных двигателя мощностью 8 л. с. каждый, приводивших в движение два соосных несущих винта диаметром 4,76 м. Документов, подтверждающих успешные испытания конструкции, не сохранилось.
В 1945 году в Сиэтле (США) была создана компания Pentecost, основатель которой Хорас Пентекост рассчитывал сделать ранцевый вертолёт дешёвым массовым средством передвижения. Пентекост разработал модель Hoppi-Copter, состоявшую из металлических трубок и жёсткого ранца с двухтактным двигателем. Два пропеллера вращались над головой носителя ранца в противоположных направлениях. Он предложил этот проект армии США как возможную замену парашюта, но этот проект был отвергнут как слишком неудобный и опасный. Важными недостатками были расположение пропеллеров над головой пассажира и отсутствие шасси. Позже компания была переименована в Hoppi-Copters, Inc., и Пентекост снова пытался добиться контракта с вооружёнными силами США, а также с британским министерством снабжения, предоставив последнему для оценки два варианта аппарата. Модель Hoppy-Copter 102 включала небольшое сиденье и посадочное шасси в виде треножника, однако пропеллеры по-прежнему оставались над головой пассажира. В 1954 году компания Hoppi-Copters была закрыта, но позже Пентекост разработал Capital Copter C-1 — ещё одну модель индивидуального вертолёта, крепившуюся на ремнях.
В Дании модель ранцевого вертолёта (получившего название ryghelikopter) создал изобретатель Винсент Серемет, бывший автором и ряда других проектов одноместных летательных аппаратов. Эта модель использовала парашютные крепления и массу тела самого пассажира для управления. С 1958 по 1968 год в конструкцию Серемета был внесён ряд усовершенствований, включая сиденье для пилота и замену схемы на автожир (наиболее удачная модель, WS4 Mini-Copter, имела при грузоподъёмности 150 кг время полёта до 15 минут), но ни одна из этих моделей не получила массового распространения.
В 1970-е году в КБ Камова разрабатывался прототип складного вертолёта соосной схемы Ка-56, но он не был доведён до лётных испытаний. В 1999 году на международной выставке оборонной техники и конверсионной продукции «ВТТВ-Омск-99» был представлен российский проект ранцевого вертолёта. К 2002 году предприятием «Полёт» были окончены заводские испытания штурмового мини-вертолета конструкции В. И. Котельникова, получившего название «Юла». Его конструкция включала двухлопастной несущий винт и сиденье для пилота. На лопастях винта располагались два политопливных воздушно-реактивных двигателя. Согласно техническим спецификациям, «Юла» имела массу 20 кг и скорость полёта до 120 км/ч при активном времени полёта 25 минут.
Solotrek XFV — одноместный летательный аппарат вертикального взлёта и посадки (СВВП).
В XXI веке в Японии создана модель индивидуального вертолёта GEN H-4, по конструкции напоминающая поздние версии Hoppi-Copter — с сиденьем для пилота и трёхопорным посадочным шасси. При массе 154 фунта (70 кг) эта модель внесена в Книгу рекордов Гиннесса как самый маленький вертолёт.
Также в начале XXI века фирма Martin Aircraft (Новая Зеландия) начала выпуск модели индивидуального летательного аппарата вертикального взлёта Martin Jetpack. Несмотря на название, модель представляет собой не реактивный ранец, а вертолёт с двумя винтами, работающими от двухтактного двигателя внутреннего сгорания и размещёнными в кольцевых каналах по обе стороны от пилота. Конструкция, представленная в 2015 году на авиасалоне в Дубае, изготовлена из стекловолокна и деталей, отпечатанных на 3D-принтере, имеет грузоподъёмность до 120 кг и оснащена компьютеризированной системой стабилизации и парашютом.